# ORCID
Open Researcher and Contributor ID (angleško: »Odprt identifikator za raziskovalce in sodelavce«), krajše ORCID, je storitev dodeljevanja enoličnih in trajnih identifikatorjev avtorjem akademskih prispevkov, prek katerih dodeljevalec beleži tudi strokovne objave vključenih avtorjev. Z registrom upravlja nepridobitna organizacija ORCID, Inc.
ORCID je leta 2009 predlagal konzorcij 23 organizacij, povezanih z akademskim založništvom, kot so Thomson Reuters, Nature Publishing Group, Springer, Britanska knjižnica idr. Namen je bil ustvariti robusten in odprt sistem za beleženje raziskovalcev in njihovih objav, ki bi razločeval ljudi z enakimi imeni oz. združeval zapise istega avtorja pod različnimi imeni, na podoben način kot identifikator digitalnega objekta enolično vodi do znanstvene objave, tudi če se spremeni njen spletni naslov. Kasneje je pristopilo še več založnikov in nekateri financerji, ki so začeli zahtevati od raziskovalcev vnos identifikatorja v procesu oddaje člankov oz. projektnih prijav.
Leta 2018 je bil najbolj razširjen tovrsten identifikator v akademski skupnosti z več kot pet milijoni dodeljenih vrednosti, do marca 2021 pa je bilo v sistemu registriranih skoraj 11 milijonov identifikatorjev.

## Format
Identifikatorji ORCID so opredeljeni kot HTTPS enotni identifikatorji vira (URI) s 16-mestno številko po standardu ISNI/ISO 27729, na primer https://orcid.org/0000-0001-2345-6789. Register naključno dodeljuje identifikatorje iz razpona številk, rezerviranega pri agenciji ISNI, da ne pride do podvojevanja.